# Велике Тугаєво
Велике Туга́єво (рос. Большое Тугаево, чув. Аслă Тукаль) — присілок у складі Цівільського району Чувашії, Росія. Входить до складу Першостепановського сільського поселення.
Населення — 155 осіб (2010; 204 у 2002).
Національний склад:
- чуваші — 98 %